# Bojiste
Bojiste (macedónul: Боиште) település Észak-Macedóniában, a Pelagonijai körzet Demir Hiszar-i járásában.

## Népesség
| Lakosok száma | 686  | 661  | 495  | 382  | 180  | 9    | 22   | 7    | 2    |
|               | 1948 | 1953 | 1961 | 1971 | 1981 | 1991 | 1994 | 2002 | 2021 |

2002-ben 7 lakosa volt, akik mindannyian macedónok.